# Museu Egípcio Rosacruz
Rosicrucian Egyptian Museum (acrônimo de REM e em português: Museu Egípcio Rosacruz) é um museu temático localizado na cidade californiana de San José, nos Estados Unidos da América. Fundado e administrado pela Antiga e Mística Ordem Rosae Crucis, faz parte do Rosicrucian Park. 
Todo seu acervo é dedicado a cultura da antiga civilização egípcia e além de preservar réplica e peças originais, mantêm atividades educacionais e científicas referentes aos faraós, suas pirâmides e a filosofia de vida desta civilização. Ao todo, são mais de 400 peças, entre peças extraídas de expedições arqueológicas e réplicas em tamanho natural de obras produzidas pela antiga civilização. O museu também preserva uma múmia encontrada em escavações patrocinadas pela AMORC americana na década de 1910.
O prédio principal do REM é uma reprodução fiel do templo de Amon-Rá de Carnaque. Outra atração é a presença de um planetário, além de uma biblioteca especializada no país originário dos faraós.

## História
O museu foi aberto em 1927 para manter e guardar todo o acervo da exposição "The Rosicrucian Egyptian Oriental Museum" que percorreu algumas das principais cidades norte-americanas na década de 1920. Quem iniciou o acervo, idealizou a exposição e fundou o REM, foi o egiptólogo Harvey Spencer Lewis, um aficionado por esta antiga civilização, que já tinha patrocinado expedições e projetos arqueológicos no Egito. Harvey iniciou a sua coleção em 1915, quando ganhou uma pequena estátua, original, de Sacmis. O prédio principal do REM foi construído em 1968.